# 宝塔街道 (农安县)
宝塔街道是中华人民共和国吉林省长春市农安县下辖的一个街道办事处。

## 行政区划
宝塔街道下辖以下村级行政区划单位：
人民公园社区、双拥社区、黄龙街社区、德彪街社区、宝塔街社区、北关村和东五里界村。